# Plantas horti universitatis rariores programmatae
Plantas horti universitatis rariores programmatae (abreviado Pl. Horti Univ. Rar. Progr.) es un libro con ilustraciones y descripciones botánicas que fue escrito por el naturalista, médico, profesor, botánico, explorador danés Christen Friis Rottbøll y publicado en el año 1773 con el nombre de Plantas horti universitatis rariores programmatae quo lectiones botanicas anni 1773 auspicatur.